# Паша
Вижте пояснителната страница за други значения на Паша.
Паша́ (на турски: paşa; на османски турски: پاشا; на персийски: پادشاه) е висша титла в политическата система на Османската империя и в Египет (до 1952 г.), както и в други мюсюлмански страни.

## Етимология
Произходът на думата е обясняван чрез няколко версии:
- като умалително или съкращение от думата на староперсийски: pāti-xšāya (падишах, т.е. владетел[1]) или
- от турските baş (глава[2]) или beşe (момче, принц), когнат с персийското baççe (بچّه)[3].

## Употреба
Паши се наричат обикновено губернатори и висши офицери (генерали и адмирали). Само османски султани и (чрез делегиране) хедиви на Египет могат да удостояват със званието.
Първоначално титлата се използва изключително за военачалници, но впоследствие се девалвира, като започва да се употребява за всякакво високопоставено официално или друго лице.
По-високо от пашите са хедивите и везирите, по-ниско са бейовете. Има 3 степени паши: бейлербей-паша, мирмиран-паша и мирлива-паша. Това се отбелязва с броя (1/2/3) животински опашки - от кон, як или паун; 4 опашки носи единствено самият султан като върховен военачалник.